# Liste der Naturdenkmale in Moritzheim
Die Liste der Naturdenkmale in Moritzheim nennt die im Gemeindegebiet von Moritzheim ausgewiesenen Naturdenkmale (Stand 25. März 2024).

## Naturdenkmale
| Nr.         | Bezeichnung | Lage            | Beschreibung  | Bild                                    |
| ----------- | ----------- | --------------- | ------------- | --------------------------------------- |
| ND-7135-454 | Kreuzeiche  | Dorfstraße Lage | Quercus robur | Direkt Bild zu diesem Denkmal hochladen |